# Place de Roubaix
La place de Roubaix est une voie située dans le quartier Saint-Vincent-de-Paul du 10e arrondissement de Paris.

## Situation et accès
La place constitue le carrefour du boulevard de Magenta, de la rue de Maubeuge, de la rue Saint-Vincent-de-Paul et de la rue de Dunkerque.
La place de Roubaix est desservie à proximité par les lignes 4 et 5 à la station Gare du Nord.

## Origine du nom
Cette voie doit son nom à la ville de Roubaix, chef-lieu de deux cantons, située dans le département du Nord.

## Historique
Ce carrefour prend sa dénomination actuelle par arrêté du 9 janvier 1987 sur l'emprise des voies qui la bordent.